# Fase de classificació de la Copa d'Àfrica de Nacions 1962
Fase de classificació de la Copa d'Àfrica de Nacions de futbol de l'any 1962. Es disputà entre el 8 d'abril de 1961 i el 10 de desembre de 1961.

## Primera ronda
| Equip 1 | Global   | Equip 2 | Anada | Tornada | 3r partit |
| ------- | -------- | ------- | ----- | ------- | --------- |
| Marroc  | n/d      | Tunísia | —     | —       |           |
| Nigèria | 2–2 (s.) | Ghana   | 0–0   | 2–2     |           |
| Kenya   | 1–3      | Uganda  | 0–1   | 1–0     | 0–2       |

| Tunísia | 2-0 (atorgat) | Marroc       |
| ------- | ------------- | ------------ |
|         |               | abandonament |

 Tunis
| Marroc       | 0-2 (atorgat) | Tunísia |
| ------------ | ------------- | ------- |
| abandonament |               |         |

 Casablanca
| Nigèria | 0–0 | Ghana |
| ------- | --- | ----- |
|         |     |       |

 Surulere Stadium, Lagos
| Ghana                | 2–2 | Nigèria          |
| -------------------- | --- | ---------------- |
| Acquah · Aggrey-Fynn |     | Onyeali · Fayemi |

 Accra Sports Stadium, Accra
| Kenya | 0–1 | Uganda    |
| ----- | --- | --------- |
|       |     | Odong 17' |

 Nairobi City Stadium, Nairobi
| Uganda | 0–1 | Kenya      |
| ------ | --- | ---------- |
|        |     | Opicho 75' |

 Nakivubo Stadium, Kampala
Desempat
| Uganda                  | 2–0 | Kenya |
| ----------------------- | --- | ----- |
| Ssewava 50' · Fauza 80' |     |       |

 Nakivubo Stadium, Kampala
Sudan abandonà abans de començar la classificació.

## Segona ronda
| Equip 1 | Global | Equip 2 | Anada | Tornada |
| ------- | ------ | ------- | ----- | ------- |
| Nigèria | 2–3    | Tunísia | 2–1   | 0–2     |
| Uganda  | Bye    |         |       |         |

| Nigèria           | 2–1 | Tunísia   |
| ----------------- | --- | --------- |
| Noquapor 30', 84' |     | Klibi 25' |

 Surulere Stadium, Lagos
| Tunísia                  | 2–2 (minut 65') 2–0 (atorgat) | Nigèria                     |
| ------------------------ | ----------------------------- | --------------------------- |
| Chérif 21' · Chetali 65' |                               | Onyeawuna 12' · Igweonu 25' |

 Stade Chedly Zouiten, Tunis
Nigèria abandonà el partit i se li donà per perdut per 2-0.
Uganda es classificà automàticament per sorteig.

## Equips classificats
Els 4 equips classificats foren:
- Egipte (vigent campió)
- Etiòpia (seu)
- Tunísia
- Uganda